# Modisi
Modisi là một trong những ngôi làng nằm ở Kacamatan Pinolosian Timur, huyện Nam Bolaang Mongondow, tỉnh Bắc Sulawesi, Indonesia.